# Torneo Clausura 2018 (Uruguay)
El Torneo Clausura 2018 constituyó el tercer certamen del 115.º Campeonato de Primera División del fútbol uruguayo organizado por la AUF.
El torneo fue nombrado Cr. Hugo Sebastiani en honor al expresidente y dirigente de Danubio.

## Participantes

### Ascensos y descensos
Un total de 15 equipos disputaron el campeonato, incluyendo 12 equipos de la Primera División de Uruguay 2017 y tres ascendidos desde la Segunda División de Uruguay 2017.
El Tanque Sisley fue desafiliado a último momento por no poder pagar lo adeudado, por lo que su descenso al Campeonato de Segunda División de 2019 fue decretado. Por esta razón, solo descendieron dos equipos por la tabla de promedios al mencionado campeonato (Atenas y Torque).
|  | Club     | Ascendido como                         |
|  | -------- | -------------------------------------- |
|  | Torque   | Campeón Segunda División 2017          |
|  | Atenas   | Subcampeón Segunda División 2017       |
|  | Progreso | Ganador Play-Off Segunda División 2017 |

|  | Club          | Descendido como             |
|  | ------------- | --------------------------- |
|  | Sud América   | 14° Tabla del descenso 2017 |
|  | Juventud      | 15° Tabla del descenso 2017 |
|  | Plaza Colonia | 16° Tabla del descenso 2017 |

## Información de equipos
Todos los datos estadísticos corresponden únicamente a los Campeonatos Uruguayos organizados por la Asociación Uruguaya de Fútbol, no se incluyen los torneos de la FUF de 1923, 1924 ni el Torneo del Consejo Provisorio 1926 en las temporadas contadas. Las fechas de fundación de los equipos son las declaradas por los propios clubes implicados. A su vez, la columna "estadio" refleja el estadio dónde el equipo más veces oficia de local en sus partidos, pero no indica que el equipo en cuestión sea propietario del mismo.
| Club                 | Fundación |  | Localía    | Estadio                | Capacidad | Temporadas en 1ª | Ligas | Copas | Fechas | Entrenador          | Indumentaria | 2017 |
| -------------------- | --------- |  | ---------- | ---------------------- | --------- | ---------------- | ----- | ----- | ------ | ------------------- | ------------ | ---- |
| Peñarol              | 1891      |  | Montevideo | Campeón del Siglo      | 40.005    | 112              | 49    | 43    | 1-     | Diego "Memo" López  | Puma         | 1°   |
| Defensor Sporting    | 1913      |  | Montevideo | Estadio Luis Franzini  | 16.000    | 88               | 4     | 3     | 1-     | Eduardo Acevedo     | Umbro        | 2°   |
| Nacional             | 1899      |  | Montevideo | Gran Parque Central    | 26.500    | 113              | 46    | 54    | 1-     | Alexander Medina    | Umbro        | 3°   |
| Montevideo Wanderers | 1902      |  | Montevideo | Parque Viera           | 14.000    | 98               | 3     | 10    | 1-     | Eduardo Espinel     | Umbro        | 4°   |
| Cerro                | 1922      |  | Montevideo | Estadio Luis Tróccoli  | 25.000    | 69               | -     | -     | 1-     | Fernando Correa     | Luanvi       | 5°   |
| Boston River         | 1939      |  | Canelones  | Parque Artigas         | 9.000     | 2                | -     | -     | 1-     | Alejandro Apud      | Matgeor      | 6°   |
| Rampla Juniors       | 1914      |  | Montevideo | Estadio Olímpico       | 6.000     | 68               | 1     | 4     | 1-     | Julio Fuentes       | Marathon     | 7°   |
| Danubio              | 1932      |  | Montevideo | Jardines del Hipódromo | 18.000    | 65               | 4     | 2     | 1-     | Pablo Peirano       | Luanvi       | 8°   |
| River Plate          | 1932      |  | Montevideo | Parque Saroldi         | 5.165     | 66               | -     | 2     | 1-     | Jorge Giordano      | Mgr Sport    | 9°   |
| Racing               | 1919      |  | Montevideo | Parque Roberto         | 8.500     | 48               | -     | -     | 1-     | Rodrigo López       | Mgr Sport    | 10°  |
| Fénix                | 1916      |  | Montevideo | Parque Capurro         | 5.500     | 33               | -     | -     | 1-     | Juan Ramón Carrasco | Mgr Sport    | 11°  |
| Liverpool            | 1915      |  | Montevideo | Belvedere              | 8.384     | 74               | -     | -     | 1-     | Paulo Pezzolano     | Joma         | 12°  |
| Torque               | 2007      |  | Montevideo | Estadio Centenario     | 60.235    | 0                | -     | -     | 1-     | Pablo Marini        | Luanvi       |      |
| Atenas               | 1928      |  | Maldonado  | Estadio Atenas         | 6.000     | 2                | -     | -     | 1-     | Adolfo Barán        | Starbade     |      |
| Progreso             | 1917      |  | Montevideo | Abraham Paladino       | 5.400     | 21               | 1     | 1     | 1-     | Marcelo Méndez      | Mgr Sport    |      |

## Sedes

### Equipos por departamento
Lugar de origen de los estadios utilizados por cada una de las instituciones de la Primera División, de manera que no refleja la procedencia original de dichos clubes, dado que Torque ha decidido jugar en el interior del país y no en Montevideo, donde se encuentra su sede.
|  | Departamento | N° | Equipos |
|  | ------------ | -- | --- |
|  | Montevideo   | 13 | Cerro, Danubio, Defensor Sporting, Fénix, Liverpool, Montevideo Wanderers, Nacional, Peñarol, Progreso, Racing, Rampla Juniors, River Plate y Torque |
|  | Maldonado    | 1  | Atenas |
|  | Canelones    | 1  | Boston River |

### Estadios utilizados
| Escala nacional                          | Escala montevideana | Escala montevideana |
| ---------------------------------------- | --- | ------------------- |
| Atenas Boston R. Montevideo (13 equipos) | Cerro Rampla Liverpool Defensor Sporting Nacional Peñarol Racing Progreso Torque Montevideo Wanderers River Plate Fénix Danubio |                     |

Listados de los estadios que utilizan los equipos participantes y su respectiva información, ordenados según su capacidad. El Estadio Centenario no fue presentado como estadio locatario por ninguno de dichos clubes, pero en algunas ocasiones es designado por la AUF como escenario para enfrentar a Nacional o Peñarol por motivos de seguridad.
Torque presenta al Estadio Nasazzi como su estadio para jugar de local, pero es propiedad del Club Atlético Bella Vista. Boston River presenta al Parque Artigas como su estadio para jugar de local, pero es propiedad de Juventud. Atenas presenta al Domingo Burgueño Miguel como su estadio para jugar de local, pero es de propiedad municipal.
| Centenario                   |
| Montevideo                   |
|                              |
| Capacidad: 65.235            |
| Equipo local: Cancha neutral |

| Campeón del Siglo     |
| Montevideo            |
|                       |
| Capacidad: 40.005     |
| Equipo local: Peñarol |

| Gran Parque Central    |
| Montevideo             |
|                        |
| Capacidad: 26.500      |
| Equipo local: Nacional |

| Domingo Burgueño Miguel |
| Maldonado               |
|                         |
| Capacidad: 25.000       |
| Equipo local: Atenas    |

| Luis Tróccoli       |
| Montevideo          |
|                     |
| Capacidad: 25.000   |
| Equipo local: Cerro |

| María Mincheff de Lazaroff |
| Montevideo                 |
|                            |
| Capacidad: 18.000          |
| Equipo local: Danubio      |

| Luis Franzini                   |
| Montevideo                      |
|                                 |
| Capacidad: 16.000               |
| Equipo local: Defensor Sporting |

| Parque Alfredo Víctor Viera |
| Montevideo                  |
|                             |
| Capacidad: 11.000           |
| Equipo local: M. Wanderers  |

| Parque Artigas             |
| Canelones                  |
|                            |
| Capacidad: 9.000           |
| Equipo local: Boston River |

| Parque Osvaldo Roberto |
| Montevideo             |
|                        |
| Capacidad: 8.500       |
| Equipo local: Racing   |

| Belvedere               |
| Montevideo              |
|                         |
| Capacidad: 8.384        |
| Equipo local: Liverpool |

| Olímpico                     |
| Montevideo                   |
|                              |
| Capacidad: 6.000             |
| Equipo local: Rampla Juniors |

| Parque Capurro      |
| Montevideo          |
|                     |
| Capacidad: 5.500    |
| Equipo local: Fénix |

| Parque Abraham Paladino |
| Montevideo              |
|                         |
| Capacidad: 5.400        |
| Equipo local: Progreso  |

| Parque Federico Omar Saroldi |
| Montevideo                   |
|                              |
| Capacidad: 5.165             |
| Equipo local: River Plate    |

| José Nasazzi         |
| Montevideo           |
|                      |
| Capacidad: 5.002     |
| Equipo local: Torque |

## Clasificación

### Tabla de posiciones
|                                              | Pos. | Equipos           | PJ | PG | PE | PP | GF | GC | Dif. | Puntos |
| -------------------------------------------- | ---- | ----------------- | -- | -- | -- | -- | -- | -- | ---- | ------ |
|                                              | 1°   | Peñarol (C)       | 15 | 11 | 3  | 1  | 25 | 10 | +15  | 36     |
|                                              | 2º   | Nacional          | 15 | 9  | 3  | 3  | 19 | 14 | +5   | 30     |
|                                              | 3º   | Wanderers         | 15 | 8  | 4  | 3  | 26 | 20 | +6   | 28     |
|                                              | 4°   | Racing            | 15 | 7  | 4  | 4  | 17 | 13 | +4   | 25     |
|                                              | 5°   | Liverpool         | 15 | 6  | 5  | 4  | 22 | 17 | +5   | 23     |
|                                              | 6°   | Defensor Sporting | 15 | 6  | 4  | 5  | 23 | 19 | +4   | 22     |
|                                              | 7º   | Progreso          | 15 | 6  | 4  | 5  | 21 | 19 | +2   | 22     |
|                                              | 8º   | Rampla Juniors    | 15 | 5  | 6  | 4  | 16 | 16 | 0    | 21     |
|                                              | 9º   | Cerro             | 15 | 5  | 6  | 4  | 22 | 23 | -1   | 21     |
|                                              | 10º  | Danubio           | 15 | 4  | 8  | 3  | 13 | 15 | -2   | 20     |
|                                              | 11º  | Torque            | 15 | 4  | 6  | 5  | 16 | 18 | -2   | 18     |
|                                              | 12º  | Fénix             | 15 | 5  | 3  | 7  | 16 | 19 | -3   | 18     |
|                                              | 13º  | River Plate       | 15 | 4  | 3  | 8  | 20 | 33 | -13  | 15     |
|                                              | 14°  | Boston River      | 15 | 4  | 2  | 9  | 14 | 22 | -8   | 14     |
|                                              | 15°  | Atenas            | 15 | 2  | 7  | 6  | 12 | 24 | -12  | 13     |
| Última actualización: 4 de noviembre de 2018 |      |                   |    |    |    |    |    |    |      |        |

|  | Campeón del Torneo Clausura y clasificado a semifinal de la definición del Campeonato Uruguayo. |

- Nota: Los equipos que tuvieron fecha libre por no enfrentar a El Tanque Sisley sumaron 3 puntos y se consideró partido jugado y ganado, pero no recibieron goles a favor.

### Evolución de la clasificación
| Jornada / Equipo     | 1  | 2  | 3  | 4  | 5  | 6  | 7  | 8  | 9  | 10 | 11 | 12 | 13 | 14 | 15 |
| Jornada / Equipo     |    |    |    |    |    |    |    |    |    |    |    |    |    |    |    |
| -------------------- | -- | -- | -- | -- | -- | -- | -- | -- | -- | -- | -- | -- | -- | -- | -- |
| Peñarol              | 10 | 5  | 2  | 2  | 2  | 1  | 1  | 1  | 1  | 1  | 1  | 1  | 1  | 1  | 1  |
| Defensor Sporting    | 2  | 8  | 6  | 7  | 5  | 3  | 4  | 5  | 4  | 4  | 4  | 4  | 4  | 5  | 6  |
| Nacional             | 3  | 1  | 1  | 1  | 1  | 2  | 2  | 2  | 2  | 3  | 2  | 2  | 2  | 2  | 2  |
| Montevideo Wanderers | 6  | 2  | 4  | 5  | 6  | 4  | 3  | 3  | 3  | 2  | 3  | 3  | 3  | 3  | 3  |
| Cerro                | 9  | 13 | 9  | 12 | 11 | 8  | 9  | 9  | 7  | 8  | 9  | 8  | 8  | 8  | 9  |
| Boston River         | 12 | 14 | 13 | 6  | 10 | 12 | 14 | 14 | 14 | 15 | 15 | 15 | 15 | 13 | 14 |
| Rampla Juniors       | 5  | 10 | 12 | 8  | 7  | 5  | 8  | 10 | 8  | 7  | 5  | 6  | 7  | 7  | 8  |
| Danubio              | 7  | 4  | 5  | 4  | 4  | 9  | 5  | 6  | 9  | 9  | 10 | 9  | 9  | 9  | 10 |
| River Plate          | 4  | 9  | 7  | 8  | 12 | 14 | 12 | 13 | 12 | 11 | 12 | 12 | 14 | 15 | 13 |
| Racing               | 11 | 11 | 11 | 14 | 14 | 11 | 13 | 12 | 11 | 10 | 8  | 7  | 6  | 6  | 4  |
| Fénix                | 14 | 7  | 10 | 13 | 13 | 15 | 15 | 15 | 15 | 14 | 13 | 14 | 12 | 12 | 12 |
| Liverpool            | 1  | 6  | 8  | 11 | 9  | 6  | 6  | 4  | 5  | 5  | 6  | 5  | 5  | 4  | 5  |
| Torque               | 13 | 15 | 15 | 10 | 8  | 10 | 11 | 7  | 6  | 6  | 7  | 10 | 11 | 11 | 11 |
| Atenas               | 15 | 12 | 14 | 15 | 15 | 13 | 10 | 11 | 13 | 13 | 14 | 13 | 13 | 14 | 15 |
| Progreso             | 8  | 3  | 3  | 3  | 3  | 7  | 7  | 8  | 10 | 12 | 11 | 11 | 10 | 10 | 7  |

## Fixture
| Fecha 1          | Fecha 1                                                                                               | Fecha 1           | Fecha 1                | Fecha 1     | Fecha 1 | Fecha 1            |
| Local            | Resultado                                                                                             | Visitante         | Estadio                | Fecha       | Hora    | Árbitro            |
| ---------------- | --- | ----------------- | ---------------------- | ----------- | ------- | ------------------ |
| Boston River     | 2:3                                                                                                   | River Plate       | Parque Artigas         | 21 de julio | 15:00   | Fernándo Falce     |
| Liverpool        | 1:1                                                                                                   | Cerro             | Belvedere              | 21 de julio | 15:00   | Leodán González    |
| Peñarol          | 1:1 (enlace roto disponible en Internet Archive; véase el historial, la primera versión y la última). | Racing            | Campeón del Siglo      | 21 de julio | 18:00   | Christian Ferreyra |
| Atenas           | 2:5                                                                                                   | Defensor Sporting | Estadio Atenas         | 22 de julio | 15:00   | Daniel Fedorczuk   |
| Danubio          | 2:2                                                                                                   | Progreso          | Jardines del Hipódromo | 22 de julio | 15:00   | Pablo Giménez      |
| Rampla Juniors   | 1:0                                                                                                   | Fénix             | Olímpico               | 22 de julio | 15:00   | Daniel Rodríguez   |
| Nacional         | 3:2                                                                                                   | Torque            | Gran Parque Central    | 22 de julio | 19:00   | Jonathan Fuentes   |
| Libre: Wanderers | |                   |                        |             |         |                    |

| Fecha 2           | Fecha 2                                                                                               | Fecha 2        | Fecha 2             | Fecha 2     | Fecha 2 | Fecha 2            |
| Local             | Resultado                                                                                             | Visitante      | Estadio             | Fecha       | Hora    | Árbitro            |
| ----------------- | --- | -------------- | ------------------- | ----------- | ------- | ------------------ |
| Progreso          | 3:1                                                                                                   | Torque         | Parque Paladino     | 28 de julio | 15:00   | Javier Bentancor   |
| Defensor Sporting | 1:2                                                                                                   | Danubio        | Luis Franzini       | 28 de julio | 15:00   | Leodán González    |
| Nacional          | 2:1                                                                                                   | Rampla Juniors | Gran Parque Central | 28 de julio | 18:00   | Gustavo Tejera     |
| Cerro             | 0:5 (enlace roto disponible en Internet Archive; véase el historial, la primera versión y la última). | Fénix          | Luis Tróccoli       | 29 de julio | 15:00   | Daniel Fedorczuk   |
| Racing            | 0:0                                                                                                   | Atenas         | Parque Roberto      | 29 de julio | 15:00   | Jonathan Fuentes   |
| Wanderers         | 3:1                                                                                                   | Boston River   | Parque Viera        | 29 de julio | 15:00   | Christian Ferreyra |
| River Plate       | 0:1 (enlace roto disponible en Internet Archive; véase el historial, la primera versión y la última). | Peñarol        | Parque Saroldi      | 29 de julio | 15:00   | Esteban Ostojich   |
| Libre: Liverpool  | |                |                     |             |         |                    |

| Fecha 3        | Fecha 3                                                                                               | Fecha 3           | Fecha 3                 | Fecha 3     | Fecha 3 | Fecha 3          |
| Local          | Resultado                                                                                             | Visitante         | Estadio                 | Fecha       | Hora    | Árbitro          |
| -------------- | --- | ----------------- | ----------------------- | ----------- | ------- | ---------------- |
| Atenas         | 1:1                                                                                                   | River Plate       | Domingo Burgueño Miguel | 4 de agosto | 15:00   | Adrián Pereira   |
| Danubio        | 1:1                                                                                                   | Racing            | Jardines del Hipódromo  | 4 de agosto | 15:00   | Gustavo Tejera   |
| Peñarol        | 3:0 (enlace roto disponible en Internet Archive; véase el historial, la primera versión y la última). | Wanderers         | Campeón del Siglo       | 4 de agosto | 16:00   | Daniel Fedorczuk |
| Boston River   | 1:0                                                                                                   | Liverpool         | Parque Artigas          | 5 de agosto | 15:00   | Antonio García   |
| Rampla Juniors | 1:2                                                                                                   | Progreso          | Olímpico                | 5 de agosto | 15:00   | Jonathan Fuentes |
| Torque         | 0:0                                                                                                   | Defensor Sporting | Centenario              | 5 de agosto | 15:00   | Andrés Cunha     |
| Fénix          | 0:3 (enlace roto disponible en Internet Archive; véase el historial, la primera versión y la última). | Nacional          | Centenario              | 5 de agosto | 18:00   | Andrés Matonte   |
| Libre: Cerro   | |                   |                         |             |         |                  |

| Fecha 4             | Fecha 4   | Fecha 4        | Fecha 4         | Fecha 4      | Fecha 4 | Fecha 4          |
| Local               | Resultado | Visitante      | Estadio         | Fecha        | Hora    | Árbitro          |
| ------------------- | --------- | -------------- | --------------- | ------------ | ------- | ---------------- |
| Wanderers           | 2:2       | Atenas         | Parque Viera    | 11 de agosto | 15:00   | Gustavo Tejera   |
| Racing              | 0:1       | Torque         | Parque Roberto  | 11 de agosto | 15:00   | Esteban Ostojich |
| Cerro               | 1:2       | Nacional       | Luis Tróccoli   | 11 de agosto | 15:00   | Javier Bentancor |
| Progreso            | 1:0       | Fénix          | Parque Paladino | 12 de agosto | 15:00   | Leodán González  |
| River Plate         | 1:2       | Danubio        | Parque Saroldi  | 12 de agosto | 15:00   | Federico Arman   |
| Defensor Sporting   | 2:2       | Rampla Juniors | Luis Franzini   | 12 de agosto | 15:00   | Yimmy Álvarez    |
| Liverpool           | 2:4       | Peñarol        | Belvedere       | 12 de agosto | 15:00   | Andrés Cunha     |
| Libre: Boston River |           |                |                 |              |         |                  |

| Fecha 5        | Fecha 5   | Fecha 5           | Fecha 5                | Fecha 5      | Fecha 5 | Fecha 5            |
| Local          | Resultado | Visitante         | Estadio                | Fecha        | Hora    | Árbitro            |
| -------------- | --------- | ----------------- | ---------------------- | ------------ | ------- | ------------------ |
| Danubio        | 2:2       | Wanderers         | Jardines del Hipódromo | 18 de agosto | 15:00   | Adrián Pereira     |
| Atenas         | 0:1       | Liverpool         | Luis Tróccoli          | 18 de agosto | 15:00   | Esteban Ostojich   |
| Boston River   | 2:3       | Cerro             | Parque Artigas         | 19 de agosto | 15:00   | Gustavo Tejera     |
| Fénix          | 1:2       | Defensor Sporting | Parque Capurro         | 19 de agosto | 15:00   | Jonathan Fuentes   |
| Torque         | 3:0       | River Plate       | Centenario             | 19 de agosto | 15:00   | Christian Ferreyra |
| Rampla Juniors | 2:0       | Racing            | Olímpico               | 19 de agosto | 15:00   | Óscar Rojas        |
| Nacional       | 1:0       | Progreso          | Gran Parque Central    | 19 de agosto | 18:00   | Daniel Fedorczuk   |
| Libre: Peñarol |           |                   |                        |              |         |                    |

| Fecha 6           | Fecha 6   | Fecha 6        | Fecha 6                | Fecha 6      | Fecha 6 | Fecha 6            |
| Local             | Resultado | Visitante      | Estadio                | Fecha        | Hora    | Árbitro            |
| ----------------- | --------- | -------------- | ---------------------- | ------------ | ------- | ------------------ |
| Racing            | 2:1       | Fénix          | Parque Osvaldo Roberto | 25 de agosto | 15:30   | Daniel Fedorczuk   |
| Cerro             | 5:2       | Progreso       | Parque Capurro         | 25 de agosto | 15:30   | Óscar Rojas        |
| Boston River      | 1:2       | Peñarol        | Atilio Paiva Olivera   | 26 de agosto | 15:00   | Christian Ferreyra |
| River Plate       | 3:4       | Rampla Juniors | Parque Saroldi         | 26 de agosto | 15:30   | Andrés Cunha       |
| Wanderers         | 1:0       | Torque         | Parque Viera           | 26 de agosto | 15:30   | Diego Dunajec      |
| Liverpool         | 3:0       | Danubio        | Belvedere              | 26 de agosto | 15:30   | Leodán González    |
| Defensor Sporting | 2:0       | Nacional       | Luis Franzini          | 26 de agosto | 18:30   | Esteban Ostojich   |
| Libre: Atenas     |           |                |                        |              |         |                    |

| Fecha 7        | Fecha 7   | Fecha 7           | Fecha 7                 | Fecha 7         | Fecha 7 | Fecha 7            |
| Local          | Resultado | Visitante         | Estadio                 | Fecha           | Hora    | Árbitro            |
| -------------- | --------- | ----------------- | ----------------------- | --------------- | ------- | ------------------ |
| Rampla Juniors | 0:1       | Wanderers         | Olímpico                | 1 de septiembre | 15:30   | Christian Ferreyra |
| Fénix          | 1:3       | River Plate       | Parque Capurro          | 1 de septiembre | 15:30   | Esteban Ostojich   |
| Nacional       | 1:0       | Racing            | Gran Parque Central     | 1 de septiembre | 18:30   | Andrés Cunha       |
| Torque         | 2:2       | Liverpool         | Casto Martínez Laguarda | 2 de septiembre | 15:30   | Jonathan Fuentes   |
| Atenas         | 1:0       | Boston River      | Estadio Atenas          | 2 de septiembre | 15:30   | Javier Bentancor   |
| Progreso       | 0:0       | Defensor Sporting | Parque Paladino         | 2 de septiembre | 15:30   | Gustavo Tejera     |
| Peñarol        | 3:2       | Cerro             | Campeón del Siglo       | 2 de septiembre | 18:30   | Leodán González    |
| Libre: Danubio |           |                   |                         |                 |         |                    |

| Fecha 8       | Fecha 8   | Fecha 8           | Fecha 8                 | Fecha 8         | Fecha 8 | Fecha 8            |
| Local         | Resultado | Visitante         | Estadio                 | Fecha           | Hora    | Árbitro            |
| ------------- | --------- | ----------------- | ----------------------- | --------------- | ------- | ------------------ |
| Cerro         | 1:1       | Defensor Sporting | Estadio Parque Capurro  | 8 de septiembre | 15:30   | Daniel Fedorczuk   |
| Peñarol       | 2:0       | Atenas            | Campeón del Siglo       | 8 de septiembre | 16:00   | Andrés Matonte     |
| Wanderers     | 1:1       | Fénix             | Parque Alfredo V. Viera | 8 de septiembre | 18:30   | Gustavo Tejera     |
| Liverpool     | 2:0       | Rampla Juniors    | Belvedere               | 9 de septiembre | 15:30   | Federico Modernel  |
| Racing        | 2:0       | Progreso          | Parque Osvaldo Roberto  | 9 de septiembre | 15:30   | Jonathan Fuentes   |
| Boston River  | 0:0       | Danubio           | Parque Artigas          | 9 de septiembre | 15:30   | Federico Lovesio   |
| River Plate   | 0:0       | Nacional          | Parque Saroldi          | 9 de septiembre | 15:30   | Christian Ferreyra |
| Libre: Torque |           |                   |                         |                 |         |                    |

| Fecha 9               | Fecha 9   | Fecha 9      | Fecha 9                | Fecha 9          | Fecha 9 | Fecha 9            |
| Local                 | Resultado | Visitante    | Estadio                | Fecha            | Hora    | Árbitro            |
| --------------------- | --------- | ------------ | ---------------------- | ---------------- | ------- | ------------------ |
| Torque                | 3:2       | Boston River | Centenario             | 15 de septiembre | 15:30   | Gustavo Tejera     |
| Nacional              | 1:3       | Wanderers    | Gran Parque Central    | 15 de septiembre | 18:30   | Javier Bentancor   |
| Fénix                 | 0:0       | Liverpool    | Estadio Parque Capurro | 16 de septiembre | 15:30   | Jonathan Fuentes   |
| Progreso              | 2:2       | River Plate  | Parque Paladino        | 16 de septiembre | 15:30   | Andrés Matonte     |
| Atenas                | 0:1       | Cerro        | Estadio Atenas         | 16 de septiembre | 15:30   | Antonio Garcia     |
| Danubio               | 0:2       | Peñarol      | Jardines del Hipódromo | 16 de septiembre | 15:30   | Oscar Rojas        |
| Defensor Sporting     | 2:1       | Racing       | Luis Franzini          | 16 de septiembre | 18:30   | Christian Ferreyra |
| Libre: Rampla Juniors |           |              |                        |                  |         |                    |

| Fecha 10     | Fecha 10  | Fecha 10          | Fecha 10                | Fecha 10         | Fecha 10 | Fecha 10           |
| Local        | Resultado | Visitante         | Estadio                 | Fecha            | Hora     | Árbitro            |
| ------------ | --------- | ----------------- | ----------------------- | ---------------- | -------- | ------------------ |
| Atenas       | 0:0       | Danubio           | Estadio Atenas          | 22 de septiembre | 16:00    | Daniel Rodríguez   |
| Liverpool    | 1:2       | Nacional          | Belvedere               | 22 de septiembre | 16:00    | Gustavo Tejera     |
| River Plate  | 3:2       | Defensor Sporting | Parque Saroldi          | 23 de septiembre | 16:00    | Leodán González    |
| Cerro        | 1:2       | Racing            | Estadio Parque Capurro  | 23 de septiembre | 16:00    | Christian Ferreyra |
| Boston River | 0:0       | Rampla Juniors    | Parque Artigas          | 23 de septiembre | 16:00    | Claudia Umpiérrez  |
| Peñarol      | 1:1       | Torque            | Campeón del Siglo       | 23 de septiembre | 16:00    | Esteban Ostojich   |
| Wanderers    | 3:2       | Progreso          | Parque Alfredo V. Viera | 23 de septiembre | 18:30    | Andrés Cunha       |
| Libre: Fénix |           |                   |                         |                  |          |                    |

| Fecha 11          | Fecha 11  | Fecha 11     | Fecha 11               | Fecha 11     | Fecha 11 | Fecha 11           |
| Local             | Resultado | Visitante    | Estadio                | Fecha        | Hora     | Árbitro            |
| ----------------- | --------- | ------------ | ---------------------- | ------------ | -------- | ------------------ |
| Torque            | 1:1       | Atenas       | Centenario             | 6 de octubre | 16:00    | Leodán González    |
| Progreso          | 1:1       | Liverpool    | Parque Paladino        | 6 de octubre | 16:00    | Jonathan Fuentes   |
| Defensor Sporting | 3:0       | Wanderers    | Luis Franzini          | 6 de octubre | 16:00    | Christian Ferreyra |
| Danubio           | 0:0       | Cerro        | Jardines del Hipódromo | 7 de octubre | 16:00    | Diego Rivero       |
| Fénix             | 2:1       | Boston River | Estadio Parque Capurro | 7 de octubre | 16:00    | Andrés Cunha       |
| Racing            | 2:1       | River Plate  | Parque Osvaldo Roberto | 7 de octubre | 16:00    | Esteban Ostojich   |
| Rampla Juniors    | 1:0       | Peñarol      | Centenario             | 7 de octubre | 18:00    | Daniel Fedorczuk   |
| Libre: Nacional   |           |              |                        |              |          |                    |

| Fecha 12        | Fecha 12  | Fecha 12          | Fecha 12                | Fecha 12      | Fecha 12 | Fecha 12           |
| Local           | Resultado | Visitante         | Estadio                 | Fecha         | Hora     | Árbitro            |
| --------------- | --------- | ----------------- | ----------------------- | ------------- | -------- | ------------------ |
| Atenas          | 2:2       | Rampla Juniors    | Estadio Atenas          | 13 de octubre | 16:00    | Esteban Osotjich   |
| Peñarol         | 2:0       | Fénix             | Campeón del Siglo       | 13 de octubre | 16:00    | Christian Ferreyra |
| Liverpool       | 2:1       | Defensor Sporting | Belvedere               | 14 de octubre | 15:00    | Richard Trinidad   |
| Wanderers       | 1:2       | Racing            | Parque Alfredo V. Viera | 14 de octubre | 16:00    | Leodán González    |
| Danubio         | 3:1       | Torque            | Jardines del Hipódromo  | 14 de octubre | 16:00    | Daniel Fedorczuk   |
| Cerro           | 4:2       | River Plate       | Luis Tróccoli           | 14 de octubre | 16:00    | Gustavo Tejera     |
| Boston River    | 1:0       | Nacional          | Centenario              | 14 de octubre | 18:00    | Andrés Matonte     |
| Libre: Progreso |           |                   |                         |               |          |                    |

| Fecha 13                 | Fecha 13  | Fecha 13     | Fecha 13                | Fecha 13      | Fecha 13 | Fecha 13          |
| Local                    | Resultado | Visitante    | Estadio                 | Fecha         | Hora     | Árbitro           |
| ------------------------ | --------- | ------------ | ----------------------- | ------------- | -------- | ----------------- |
| Nacional                 | 1:1       | Peñarol      | Centenario              | 20 de octubre | 15:00    | Leodán González   |
| Fénix                    | 2:1       | Atenas       | Estadio Parque Capurro  | 21 de octubre | 10:15    | Daniel Fedorczuk  |
| Torque                   | 0:0       | Cerro        | Centenario              | 21 de octubre | 16:00    | Federico Arman    |
| Rampla Juniors           | 0:0       | Danubio      | Olímpico                | 21 de octubre | 16:00    | Jonathan Fuentes  |
| Racing                   | 1:1       | Liverpool    | Parque Alfredo V. Viera | 21 de octubre | 16:00    | Gustavo Tejera    |
| River Plate              | 0:5       | Wanderers    | Parque Saroldi          | 21 de octubre | 16:00    | Javiern Bentancor |
| Progreso                 | 1:0       | Boston River | Parque Paladino         | 21 de octubre | 16:00    | Yimmy Álvarez     |
| Libre: Defensor Sporting |           |              |                         |               |          |                   |

| Fecha 14      | Fecha 14  | Fecha 14          | Fecha 14                | Fecha 14      | Fecha 14 | Fecha 14           |
| Local         | Resultado | Visitante         | Estadio                 | Fecha         | Hora     | Árbitro            |
| ------------- | --------- | ----------------- | ----------------------- | ------------- | -------- | ------------------ |
| Torque        | 0:0       | Rampla Juniors    | Casto Martínez Laguarda | 27 de octubre | 16:30    | Christian Ferreyra |
| Peñarol       | 1:0       | Progreso          | Campeón del Siglo       | 27 de octubre | 18:30    | Gustavo Tejera     |
| Danubio       | 1:1       | Fénix             | Jardines del Hipódromo  | 28 de octubre | 10:15    | Oscar Rojas        |
| Liverpool     | 4:1       | River Plate       | Belvedere               | 28 de octubre | 16:30    | Adrián Pereira     |
| Boston River  | 3:1       | Defensor Sporting | Parque Artigas          | 28 de octubre | 16:30    | Diego Dunajec      |
| Cerro         | 1:1       | Wanderers         | Luis Tróccoli           | 28 de octubre | 16:30    | Daniel Fedorczuk   |
| Atenas        | 2:2       | Nacional          | Domingo Burgueño Miguel | 28 de octubre | 18:00    | Javier Bentancor   |
| Libre: Racing |           |                   |                         |               |          |                    |

| Fecha 15           | Fecha 15  | Fecha 15     | Fecha 15                | Fecha 15       | Fecha 15 | Fecha 15           |
| Local              | Resultado | Visitante    | Estadio                 | Fecha          | Hora     | Árbitro            |
| ------------------ | --------- | ------------ | ----------------------- | -------------- | -------- | ------------------ |
| Progreso           | 5:0       | Atenas       | Parque Paladino         | 3 de noviembre | 16:30    | Leodán González    |
| Fénix              | 2:1       | Torque       | Estadio Parque Capurro  | 3 de noviembre | 16:30    | Andrés Cunha       |
| Wanderers          | 3:2       | Liverpool    | Parque Alfredo V. Viera | 4 de noviembre | 16:30    | Federico Modernell |
| Rampla Juniors     | 2:2       | Cerro        | Olímpico                | 4 de noviembre | 16:30    | Andrés Matonte     |
| Racing             | 3:0       | Boston River | Parque Osvaldo Roberto  | 4 de noviembre | 16:30    | Jonathan Fuentes   |
| Nacional           | 1:0       | Danubio      | Parque Saroldi          | 4 de noviembre | 16:30    | Christian Ferreyra |
| Defensor Sporting  | 1:2       | Peñarol      | Luis Franzini           | 4 de noviembre | 16:30    | Esteban Ostojich   |
| Libre: River Plate |           |              |                         |                |          |                    |

## Goleadores
| Jugador                                      | Equipo            |   | Part. | Prom. | Min. |
| -------------------------------------------- | ----------------- | - | ----- | ----- | ---- |
| Gabriel Fernández                            | Peñarol           | 9 | 12    | 0,75  | 934' |
| Álvaro Navarro                               | Defensor Sporting | 8 | 13    | 0,62  | 978' |
| Federico Martínez                            | Liverpool         | 8 | 14    | 0,57  | ?'   |
| Última actualización: 4 de noviembre de 2018 |                   |   |       |       |      |
| Fuente:                                      |                   |   |       |       |      |